# Romdrup-Klarup
Romdrup-Klarup is een parochie van de Deense Volkskerk in de Deense gemeente Aalborg. De parochie maakt deel uit van het bisdom Aalborg en telt 4.292 kerkleden op een bevolking van 4.807 (2014).
De parochie werd gevormd  per 1 januari 2015 toen de oude parochie Romdrup werd samengevoegd met Klarup.

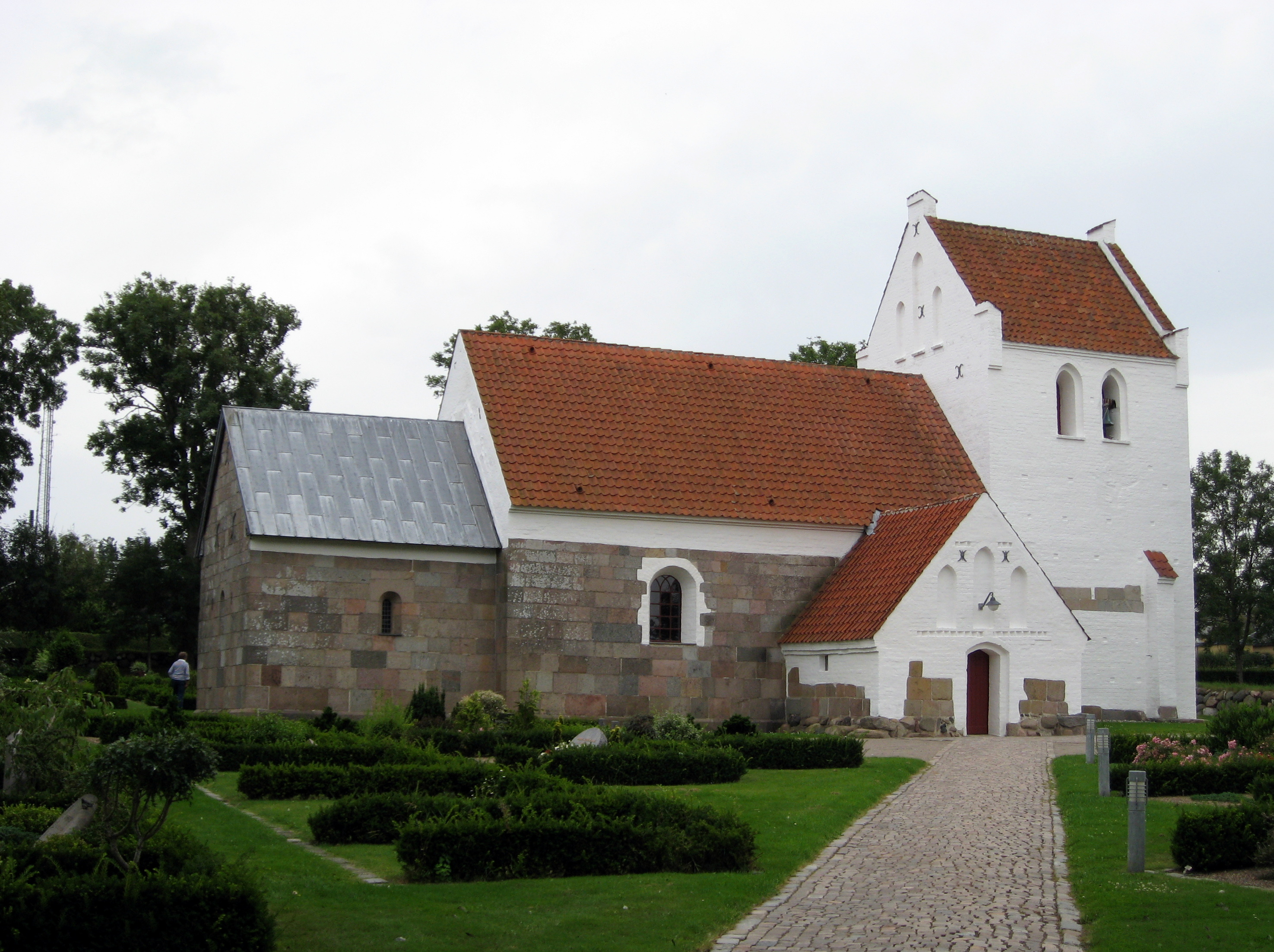
kerk van Klarup

Gistrup · Gudum · Gudumholm · Gunderup · Klarup · Komdrup · Lillevorde · Mou · Nørre Kongerslev · Nørre Tranders · Nøvling · Romdrup · Romdrup-Klarup · Rørdal · Sejlflod · Skalborg · Sønder Kongerslev · Sønder Tranders · Storvorde